# Essich
Essich [ˈɛsɪx] (schottisch-gälisch: Easaich) ist ein Ort in Schottland, der zwischen Inverness und Loch Ness liegt. Essich ist 2,7 Kilometer von Inverness in südlicher Richtung entfernt.